# Punoglavac (galaktika)
Galaktika Punoglavac, poznata još i pod nazivom UGC10214, je poremećena prečkasta spiralna galaksija koja se nalazi na 420 milijuna svjetlosnih godina od Zemlje u sjevernom zviježđu Zmaj. Njegova najdramatičnija značajka je masivan trag zvijezda dugačak oko 280.000 svjetlosnih godina; veličina galaksije pripisana je spajanju s vrlo plavom zbijenom galaktikom vidljivom u gornjem lijevom kutu repa masivnijeg Punoglavca za koju se vjeruje da se dogodila prije oko 100 milijuna godina. Galaksija je ispunjena svijetloplavim nakupinama zvijezda. 
Pretpostavlja se da je kompaktnija uljezna galaksija prelazila ispred galaktike Punoglavac – s lijeva na desno iz perspektive Zemlje – i bila je bačena iza Punoglavca međusobnom gravitacijskom privlačnošću. Tijekom ovog bliskog susreta, plimne snage izvukle su zvijezde spiralne galaktike, plin i prašinu spiralne galaksije, tvoreći ugi rep krša, sastavljen od zvijezda i plina razvučenih preko više od 280.000 svjetlosnih godina. Sama uljezna galaksija, za koju se procjenjuje da leži oko 300.000 svjetlosnih godina iza Punoglavca, može se vidjeti kroz spiralne krakove prednjeg plana u gornjem lijevom dijelu. Nakon susreta s uljeznom galaksijom, galaksija Punoglavac vjerojatno će izgubiti svoj rep kako raste. Tvar u tome repu nije ravnomjerno raspoređena, već se pod utjecajem vlastite sile teže zbila u nekoliko više-manje odvojenih gruda. Dvije istaknute grude mladih sjajnih plavih zvijezda u dugom repu su razdvojene "pukotinom" – odjeljkom koji je bljeđi od ostatka repa. Te će grude zvijezda vjerojatno postati patuljaste galaktike koje će orbitirati od Punoglavca.
Brojne mlade plave zvijezde i zvjezdana jata, začeti sudarom galaktika, vide su u spiralnim kracima, kao i u dugim "plimnim" repovima od zvijezda. Svako od tih jata predstavlja nastanak sve do oko milijun zvijezda. Boja im je plava jer se sastoje od vrlo masivnih zvijezda, oko 10 puta vrućih i milijun puta sjajnijih od našeg Sunca. Jednom kada se oblikuju, zvjezdana jata postaju to crvenija što su starija, kako najmasivnije zvijezde u njima troše svoje gorivo i gase se. Ta će jata na koncu postati stara zbijena jata, slična onima koja su nađena u haloima praktično svih galaktika, uključujući tu i naš Mliječni put.

## Galerija
- Galaktika Punoglavac snimljen je s CDK600
- Potpuni okvir galaktike Punoglavac snimljen je s CDK600
- Uvećana slika Punoglavca s Hubblea